# العلاقات الجنوب إفريقية الكورية الشمالية
العلاقات الجنوب أفريقية الكورية الشمالية هي العلاقات الثنائية التي تجمع بين جنوب أفريقيا وكوريا الشمالية.

## مقارنة بين البلدين
هذه مقارنة عامة ومرجعية للدولتين:
| وجه المقارنة                                              | جنوب أفريقيا | كوريا الشمالية                        |
| --------------------------------------------------------- | --- | ------------------------------------- |
| المساحة (كم2)                                             | 1.22 مليون | 120.54 ألف                            |
| عدد السكان (نسمة)                                         | 57.73 مليون | 25.49 مليون                           |
| الكثافة السكانية (ن./كم²)                                 | 47.32 | 211.47                                |
| العاصمة                                                   | بريتوريا، بلومفونتين، كيب تاون | بيونغيانغ                             |
| اللغة الرسمية                                             | لغة إنجليزية، اللغة الأفريقانية، اللغة النديبلي الجنوبية، اللغة السوثو الشمالية، اللغة السوتية، لغة سوازي، اللغة التسونجا، اللغة التسوانية، اللغة الفيندية، اللغة الكوسية، اللغة الزولوية | لغة كوريا الشمالية القياسية ‏          |
| العملة                                                    | راند جنوب أفريقي | وون كوري شمالي                        |
| الناتج المحلي الإجمالي (بليون دولار)                      | 349.42 مليار |                                       |
| الناتج المحلي الإجمالي (تعادل القوة الشرائية) بليون دولار | 725.91 مليار |                                       |
| الناتج المحلي الإجمالي الاسمي للفرد دولار أمريكي          | 5.72 ألف |                                       |
| الناتج المحلي الإجمالي للفرد دولار أمريكي                 | 13.05 ألف |                                       |
| مؤشر التنمية البشرية                                      | 0.666 |                                       |
| رمز المكالمات الدولي                                      | +27 | +850                                  |
| رمز الإنترنت                                              | .za | .kp                                   |
| المنطقة الزمنية                                           | ت ع م+02:00، أفريقيا/جوهانسبرغ ‏ | ت ع م+08:30، ت ع م+08:30، ت ع م+09:00 |

## منظمات دولية مشتركة
يشترك البلدان في عضوية مجموعة من المنظمات الدولية، منها:
| علم المنظمة | اسم المنظمة                   | تاريخ انضمام جنوب أفريقيا | تاريخ انضمام كوريا الشمالية |
| ----------- | ----------------------------- | ------------------------- | --------------------------- |
|             | يونسكو                        | 4 نوفمبر 1946             | 18 أكتوبر 1974              |
|             | الاتحاد البريدي العالمي       | ?                         | ?                           |
|             | الاتحاد الدولي للاتصالات      | 1910                      | ?                           |
|             | الأمم المتحدة                 | 7 نوفمبر 1945             | 17 سبتمبر 1991              |
|             | المنظمة الهيدروغرافية الدولية | ?                         | ?                           |

## وصلات خارجية
- موقع وزارة الخارجية الجنوب أفريقية
- موقع وزارة الخارجية الكورية الشمالية